# Frieda Port

Frieda Port, vermutlich 1910er Jahre

Frieda Port (geboren 15. Juni 1854 in München; gestorben 14. Oktober 1926 ebenda) war eine deutsche Schriftstellerin.

## Leben und Werk
Frieda Ports Mutter Josephine Heiniger stammte aus Passau. Ihr Vater Friedrich Port war Königlicher Rechnungskommissars an der Generaldirektion der Eisenbahnen in München. Frieda Port hatte keine Geschwister. Ihre Lebensverhältnisse bezeichnete sie als „bescheiden“. Das Elternhaus war künstlerisch interessiert, die Erziehung freiheitlich. Schon als Kind entwickelte Port ein Interesse für das griechische Altertum.
Als sie fünf Jahre alt war, starb ihre Mutter nach langer Krankheit und sie kam zu einer unverheirateten Schwester ihres Vaters nach Nürnberg. Diese war in ihrer Jugend Erzieherin einer Baronesse gewesen. Bei der strengen Erziehung durch die Tante wurden Ports geistige Interessen nicht gefördert; zentrale Erziehungsziele waren Willensstärke, Selbstbeherrschung und hauswirtschaftliche Fertigkeiten.
Ab dem Alter von 18 Jahren wurde Port die Erzieherin von vier Kindern eines Humanisten. Bei dieser Arbeitsstelle lernte sie auch Griechisch und Latein und unterrichtete schon nach kurzer Zeit selbst die beiden Sprachen.

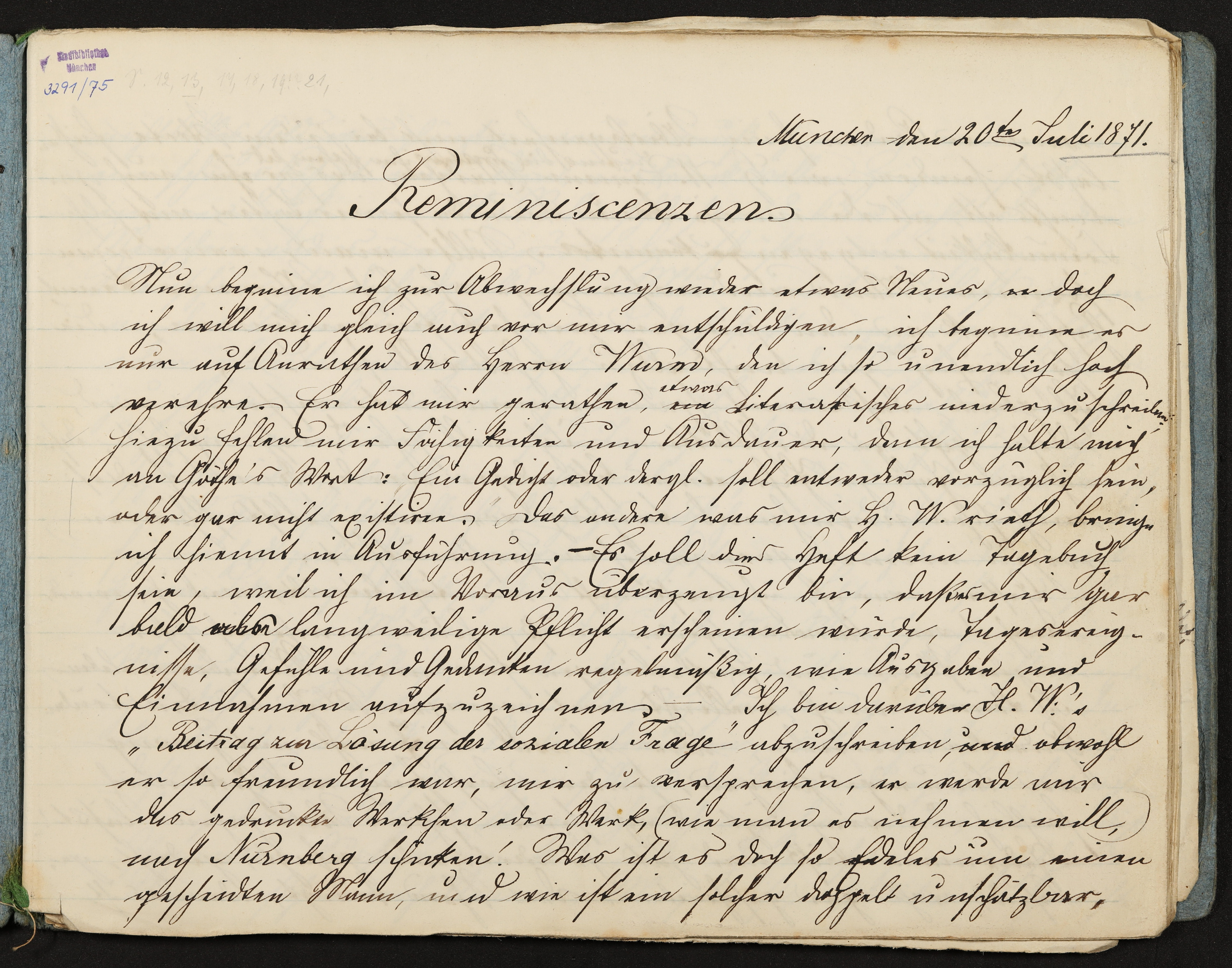
Tagebucheintrag von Frieda Port vom 20. Juli 1871 unter dem Titel „Reminiszensen“

Die Absicht, ihr Gefühlsleben in Texten, vor allem in Gedichten, zum Ausdruck zu bringen, hatte Port schon seit ihrer Kindheit. In einer Zeitung las sie ein Gedicht von Hermann Lingg und sandte ihm ihre Manuskripte zu. Lingg unterstützte sie und wurde ihr Mentor, der schriftliche Austausch der beiden ging weiter. Es entstand eine Freundschaft, die bis zu Linggs Tod 1905 andauerte.
Nach Ports Rückkehr in ihr Elternhaus 1879 stellte Lingg einen Kontakt zu dem einflussreichen Münchner Dichterfürsten Paul Heyse her. Port fand Zugang zu einer Gruppe von Menschen, die im geistig-literarischen München eine tragende Rolle spielten. Unter ihnen waren Amelie Linz, Richard Voß, Ludwig Laistner und Wilhelm Hertz. Der Literaturhistoriker und Goetheforscher Michael Bernays förderte ihre philologischen Studien.
Heyse übernahm eine wichtige Vermittlerfunktion für Port: Er nahm sie als einzige Frau neben Amelie Linz 1882 in das von ihm herausgegebene Werk Ein Münchner Dichterbuch auf, das unter anderem Beiträge von Karl Stieler, Wilhelm Hertz, Victor von Scheffel, Julius Grosse, Max Halbeck, Franz von Kobell und Ludwig Laistner enthielt. Heyse stellte außerdem auch eine Verbindung zum Verleger Wilhelm Ludwig Hertz her.
1886 erschien Ports Novelle Jacopone von Todi, 1888 Solange in der Zeitschrift Westermanns Monatshefte. Ihren 1888 erschienenen Band mit Gedichten widmete Port ihren Förderern Paul Heyse und Hermann Lingg. Von Otto Braun wurde Port 1897 eingeladen, Gedichte zum Musen-Almanch beizutragen.

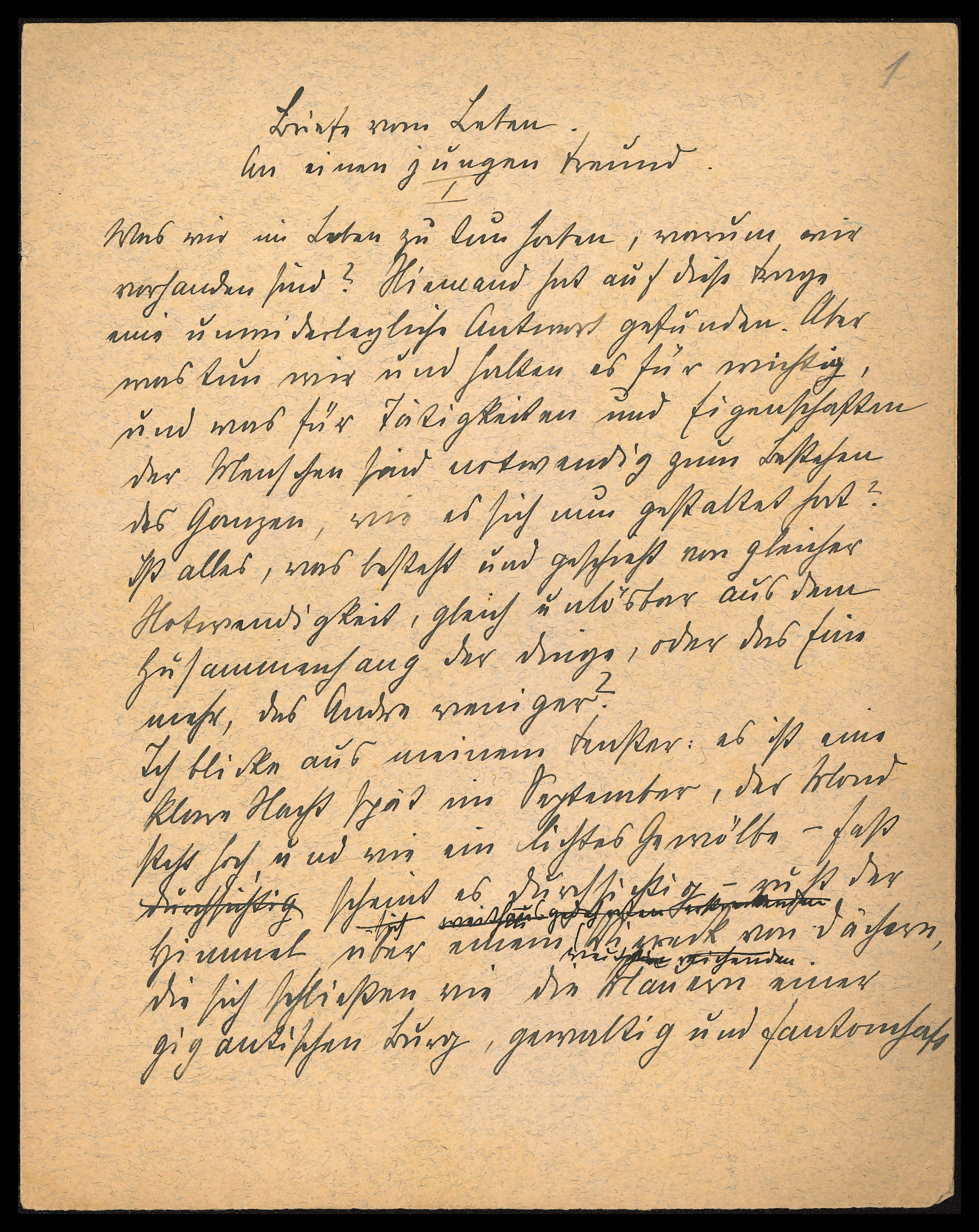
Manuskript, o. D.

Port löste das Lingg kurz vor seinem Tod gegebene Versprechen ein, dessen Biografie zu schreiben. Das Werk wurde 1912 im Beck Verlag veröffentlicht. Im Manuskript Briefe vom Leben. An einen jungen Freund. ohne Jahresangabe legte die Autorin ihre Gedanken darüber nieder, was der Mensch im Leben zu tun habe.
1913 wurde Port Mitglied im Münchner Schriftstellerinnen-Verein, den Emma Haushofer-Merk und Carry Brachvogel gegründet hatten. Hier befand sich Port in der Gesellschaft bekannter Münchner Schriftstellerinnen wie Ricarda Huch, Annette Kolb, Isolde Kurz, Elsa Bernstein und vieler anderer. Das Engagement der bürgerlichen Frauenbewegung Bayerns für die geistige Selbstständigkeit, Bildung und finanzielle Unabhängigkeit der Frauen war hier Programm.
Unter dem Titel Goldene Phorminx erschien 1923 im Beck Verlag Ports Anthologie, die von ihr übertragene antike Dichtungen enthielt. Er umfasste Lieder, Elegien und Epigramme der griechischen und römischen Dichter des klassischen Altertums und fand den Beifall der Kritik.
Einige Gedichte Ports wurden von Friedrich Weigmann vertont, unter anderem Fürbitte in der Heimat, Einem Freund begegnet ich und Amsel, wie magst du so schlagen.
Port wurde auf dem Alten Nördlichen Friedhof in München begraben, das Grab aber inzwischen aufgelassen. Ports Nachlass befindet sich im Monacensia Literaturarchiv in München.

## Darstellung Frieda Ports in der Bildenden Kunst
- Maria Weber: Doppelbildnis Maria Port und ihre Freundin (Marmor-Relief; 1937 auf der Großen Deutschen Kunstausstellung in München)[5]

## Werke (Auswahl)
- 1888: Gedichte. Hertz Verlag, Berlin.
- 1912: Hermann Lingg: eine Lebensgeschichte. Beck Verlag, München.
- 1923: Goldene Phorminx. Lieder, Elegien und Epigramme der griechischen und römischen Dichter des klassischen Altertums: in ausgewählten Übersetzungen. Beck Verlag, München.